# Ольховатский район
Ольхова́тский райо́н — административно-территориальная единица (район) и муниципальное образование (муниципальный район) на юго-западе Воронежской области России.
Административный центр — рабочий посёлок Ольховатка.

## География
Ольховатский район расположен на юго-западе Воронежской области. Он граничит с Каменским, Подгоренским, Россошанским районами и Белгородской областью. Площадь района — 1030 км².

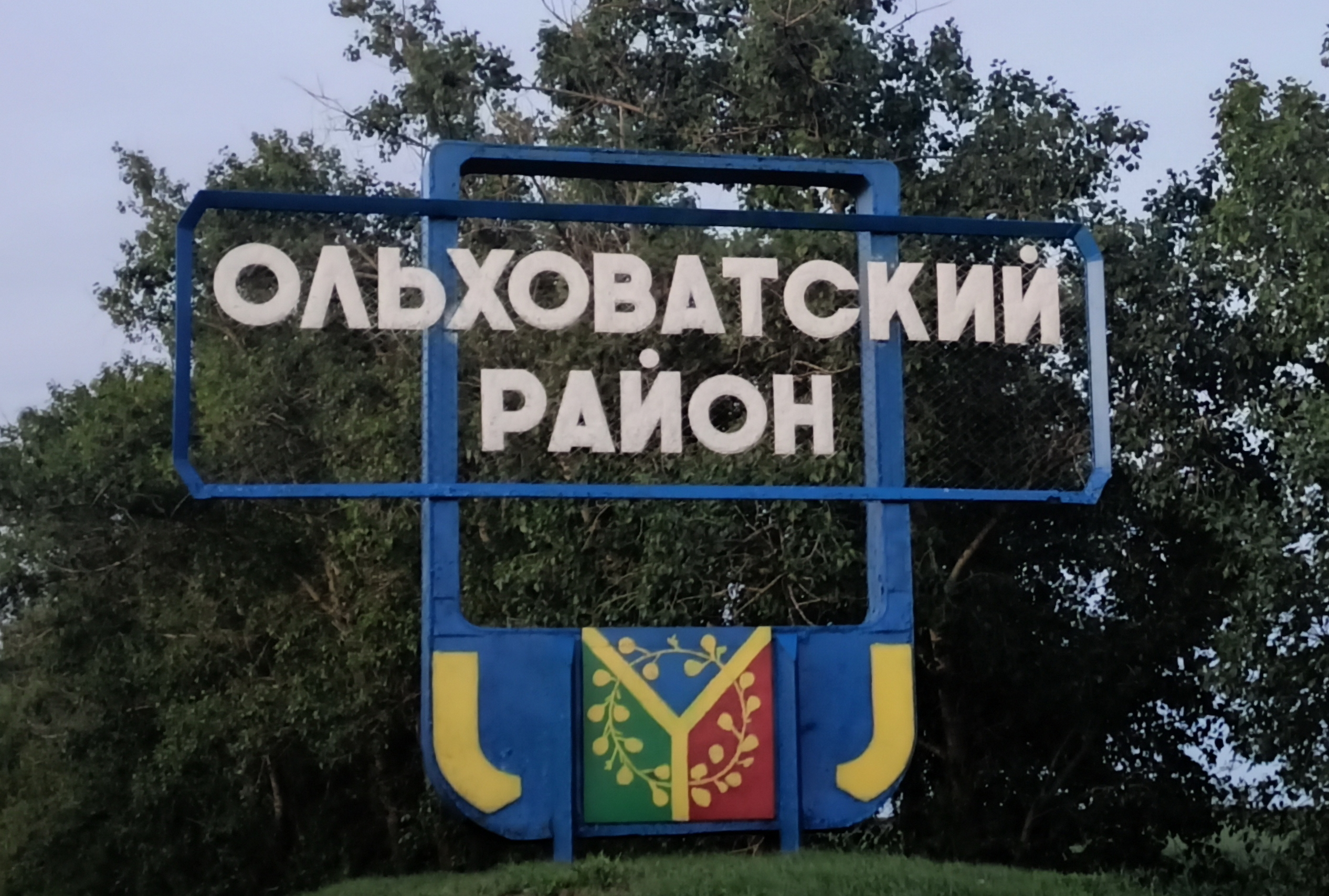

По территории района протекают реки Чёрная Калитва и Ольховатка, множество ручьёв постоянных и пересыхающих. К средним рекам относится река Чёрная Калитва, являющаяся правым притоком реки Дон. Из полезных ископаемых в Ольховатском районе имеются мел, песок, глина.

## История
Ольховатский район образован 30 июля 1928 года в соответствии с постановлением ВЦИК и СНК РСФСР.
Законом Воронежской области от 16 июля 2004 года № 42-0З «Об установлении границ, наделении соответствующим статусом, определении административных центров муниципальных образований Ольховатского района» Ольховатский район наделен статусом муниципального района.

## Население
| 1989    | 2002    | 2009    | 2010    | 2011    | 2012    |
| ------- | ------- | ------- | ------- | ------- | ------- |
| 26 386  | ↘25 841 | ↘24 812 | ↘24 218 | ↘24 156 | ↘23 922 |
| 2013    | 2014    | 2015    | 2016    | 2017    | 2018    |
| ↘23 792 | ↘23 611 | ↘23 356 | ↘23 106 | ↘22 920 | ↘22 711 |
| 2021    | 2025    |         |         |         |         |
| ↘21 565 | ↘20 926 |         |         |         |         |

### Урбанизация
В городских условиях (рабочий посёлок Ольховатка) проживают 15,66 % населения района.

### Занятость
Численность населения составляет 24 814 человек. Доля пенсионеров в общей численности населения составляет 32,5 %, экономически активного населения 11 490 человек. В экономике занято 10 610 человек.

### Национальный состав
По данным переписи населения 1939 года: украинцы — 88,4 % или 31 314 чел., русские — 11,1 % или 8 438 чел..
В 1989 году по переписи населения проживало 85,9 % украинцев и 12,8 % русских.
В 2010 году по переписи населения проживало 32 % украинцев (наибольший процент украинцев среди всех муниципальных образований второго порядка) и 64,3 % русских .
По итогам переписи населения 2020 года проживали следующие национальности (национальности менее 0,1 % и другое, см. в сноске к строке «Другие»):
| Национальность | Численность, чел. | Доля     |
| -------------- | ----------------- | -------- |
| Русские        | 19 136            | 88,74 %  |
| Украинцы       | 1360              | 6,31 %   |
| Цыгане         | 389               | 1,80 %   |
| Даргинцы       | 55                | 0,26 %   |
| Азербайджанцы  | 38                | 0,18 %   |
| Армяне         | 32                | 0,15 %   |
| Курды          | 28                | 0,13 %   |
| Другие         | 527               | 2,43 %   |
| Итого          | 21 565            | 100,00 % |

## Муниципально-территориальное устройство
В Ольховатский муниципальный район входят 8 муниципальных образований, в том числе 1 городское и 7 сельских поселений:
| № | Муниципальное образование          | Административный центр     | Количество населённых пунктов | Население | Площадь, км2 |
| - | ---------------------------------- | -------------------------- | ----------------------------- | --------- | ------------ |
| 1 | Ольховатское городское поселение   | рабочий посёлок Ольховатка | 7                             | ↘12 569   | 15,09        |
| 2 | Караяшниковское сельское поселение | слобода Караяшник          | 11                            | ↘1875     | 108,00       |
| 3 | Копанянское сельское поселение     | слобода Копаная 1-я        | 6                             | ↘586      | 81,65        |
| 4 | Лисичанское сельское поселение     | хутор Дроздово             | 5                             | ↘913      | 101,32       |
| 5 | Марьевское сельское поселение      | слобода Марьевка           | 11                            | ↘2773     | 123,95       |
| 6 | Новохарьковское сельское поселение | слобода Новохарьковка      | 4                             | ↘898      | 73,45        |
| 7 | Степнянское сельское поселение     | село Костово               | 7                             | ↘1006     | 135,13       |
| 8 | Шапошниковское сельское поселение  | слобода Шапошниковка       | 3                             | ↘1790     | 82,77        |

Законом Воронежской области от 2 октября 2013 года № 118-ОЗ, преобразованы путём объединения:
- Ольховатское городское поселение, Базовское и Заболотовское сельские поселения в Ольховатское городское поселение с административным центром в рабочем посёлке Ольховатка;
- Марьевское, Марченковское и Кравцовское сельские поселения в Марьевское сельское поселение с административным центром в слободе Марьевка;
- Караяшниковское и Юрасовское сельские поселения в Караяшниковское сельское поселение с административным центром в слободе Караяшник.

## Населённые пункты
В Ольховатском районе 54 населённых пункта.
| №  | Населённый пункт     | Тип             | Население | Муниципальное образование          |
| -- | -------------------- | --------------- | --------- | ---------------------------------- |
| 1  | Андриановка          | хутор           | 118       | Караяшниковское сельское поселение |
| 2  | Большие Базы         | посёлок         | 2572      | Ольховатское городское поселение   |
| 3  | Бугаевка             | посёлок         | 1717      | Ольховатское городское поселение   |
| 4  | Высокий              | хутор           | ↘49       | Караяшниковское сельское поселение |
| 5  | Гвоздовка            | хутор           | ↘579      | Марьевское сельское поселение      |
| 6  | Долгенький           | хутор           | 0         | Марьевское сельское поселение      |
| 7  | Дроздово             | хутор           | 482       | Лисичанское сельское поселение     |
| 8  | Ерёмино              | хутор           | 1         | Копанянское сельское поселение     |
| 9  | Заболотовка          | посёлок         | ↘3156     | Ольховатское городское поселение   |
| 10 | Загирянка            | посёлок         | 250       | Ольховатское городское поселение   |
| 11 | Караяшник            | слобода         | ↗626      | Караяшниковское сельское поселение |
| 12 | Кирьянов             | хутор           | 27        | Караяшниковское сельское поселение |
| 13 | Колесниково          | хутор           | ↘95       | Копанянское сельское поселение     |
| 14 | Комсомольское        | посёлок         | 42        | Лисичанское сельское поселение     |
| 15 | Конное               | посёлок         | 24        | Степнянское сельское поселение     |
| 16 | Копаная 1-я          | слобода         | ↘293      | Копанянское сельское поселение     |
| 17 | Копаная 2-я          | слобода         | 90        | Копанянское сельское поселение     |
| 18 | Костово              | село            | 695       | Степнянское сельское поселение     |
| 19 | Кошарный             | хутор           | 1         | Степнянское сельское поселение     |
| 20 | Кравцовка            | хутор           | ↘51       | Марьевское сельское поселение      |
| 21 | Красный Курган       | посёлок         | 33        | Степнянское сельское поселение     |
| 22 | Красный Октябрь      | хутор           | 0         | Марьевское сельское поселение      |
| 23 | Кривая Берёза        | хутор           | ↘46       | Копанянское сельское поселение     |
| 24 | Крюков               | хутор           | ↗81       | Караяшниковское сельское поселение |
| 25 | Кулишовка            | посёлок         | ↘83       | Новохарьковское сельское поселение |
| 26 | Лесное Уколово       | хутор           | ↘1        | Караяшниковское сельское поселение |
| 27 | Лимарев              | хутор           | ↘219      | Марьевское сельское поселение      |
| 28 | Малые Базы           | посёлок         | 1660      | Ольховатское городское поселение   |
| 29 | Марченковка          | слобода         | ↘619      | Марьевское сельское поселение      |
| 30 | Марьевка             | слобода         | ↘590      | Марьевское сельское поселение      |
| 31 | Назаровка            | хутор           | ↘476      | Марьевское сельское поселение      |
| 32 | Неровновка           | слобода         | ↘140      | Степнянское сельское поселение     |
| 33 | Новая Сотня          | хутор           | 169       | Копанянское сельское поселение     |
| 34 | Новогеоргиевка       | хутор           | ↘29       | Марьевское сельское поселение      |
| 35 | Новодмитриевка       | хутор           | ↘91       | Марьевское сельское поселение      |
| 36 | Новокараяшник        | слобода         | ↘192      | Караяшниковское сельское поселение |
| 37 | Новокулишовка        | посёлок         | 76        | Новохарьковское сельское поселение |
| 38 | Новомосковский       | хутор           | ↗30       | Караяшниковское сельское поселение |
| 39 | Новохарьковка        | слобода         | ↘805      | Новохарьковское сельское поселение |
| 40 | Ольховатка           | рабочий посёлок | ↘3276     | Ольховатское городское поселение   |
| 41 | Первомайское         | посёлок         | 109       | Лисичанское сельское поселение     |
| 42 | Песчаный             | хутор           | 64        | Шапошниковское сельское поселение  |
| 43 | Политотдельское      | посёлок         | 172       | Лисичанское сельское поселение     |
| 44 | Посёлок имени Ленина | посёлок         | 85        | Караяшниковское сельское поселение |
| 45 | Постоялый            | хутор           | ↘262      | Лисичанское сельское поселение     |
| 46 | Раковка              | посёлок         | 79        | Новохарьковское сельское поселение |
| 47 | Ремезово             | хутор           | 69        | Шапошниковское сельское поселение  |
| 48 | Родина Героя         | хутор           | ↘123      | Степнянское сельское поселение     |
| 49 | Рыбный               | хутор           | ↗155      | Караяшниковское сельское поселение |
| 50 | Саловка              | посёлок         | 339       | Ольховатское городское поселение   |
| 51 | Степное              | посёлок         | 21        | Степнянское сельское поселение     |
| 52 | Шапошниковка         | слобода         | ↗1744     | Шапошниковское сельское поселение  |
| 53 | Юрасовка             | слобода         | ↗764      | Караяшниковское сельское поселение |
| 54 | Ясиновка             | хутор           | ↘207      | Марьевское сельское поселение      |

Упраздненные населенные пункты
8 июля 2004 года были упразднены хутор Гайдар и  хутор Старый Хутор.

## Экономика
Сельскохозяйственная отрасль района представлена 6 мощными сельскохозяйственными предприятиями: ООО «ЦЧ АПК» филиал Ольховатский, ООО «РАВ Агро» филиал Ольховатский, ООО «РАВ Молокопродукт», ООО «Заречное» ОП Ольховатское, ООО «Мечта», ООО «Конезавод Ольховатский»), а также 109 КФХ.
Промышленность района представлена 9 предприятиями. Основная доля производства в районе приходится на следующие предприятия: ОАО «Ольховатский сахарный комбинат» — осуществляет деятельность по производству сахара-песка и ЗАО «АБС Фарбен» — крупный производитель лакокрасочной продукции широкого ассортимента для строительных и ремонтных работ.

## Культура
В Ольховатском муниципальном районе 19 клубных учреждений, 19 библиотек, краеведческий музей, оздоровительный детский лагерь «Искра»
В слободе Караяшник находится социально-реабилитационный центр для несовершеннолетних «Родничок».

## Физкультура и спорт
В Ольховатском муниципальном районе насчитывают: 14 футбольных полей и 15 спортивных залов. В декабре 2008 года был открыт физкультурно — оздоровительный комплекс «Звёздный» с плавательным бассейном, многофункциональным тренажерным и спортивным залами.
На территории района имеется детско-юношеская спортивная школа.
В сельских поселениях и в общеобразовательных школах района созданы футбольные, баскетбольные и волейбольные команды.
Сборная команда района по хоккею с шайбой на протяжении нескольких лет небезуспешно выступает в открытом Первенстве и Кубке Воронежской области, занимая самые высокие места.